# 吻突

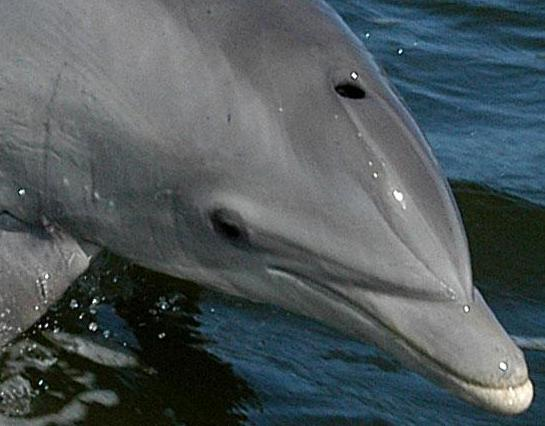
寬吻海豚的吻突

吻突（來自於拉丁文 ，意思為「嘴喙」）在解剖學上指的是多種類群動物位於口吻前端的非同源器官。

## 無脊椎動物
- 甲殼亞門的吻突又稱為額劍，指的是其頭胸部甲殼延伸至眼部前端的部分[1]。甲殼亞門的吻突多半是與頭胸部為一體的，不過部分物種像是薄甲目其吻突與頭胸部之間具有可活動的關節[2]。
- 昆蟲綱的吻突指的是半翅目吸管狀的口器，也可指象鼻蟲的長吻[3]。
- 腹足綱的吻突指的是其可伸縮的吻（英语：proboscis）[4]。
- 頭足綱的吻突指的是其如嘴喙般的口器（英语：Cephalopod beak）[5]。

無脊椎動物的吻突
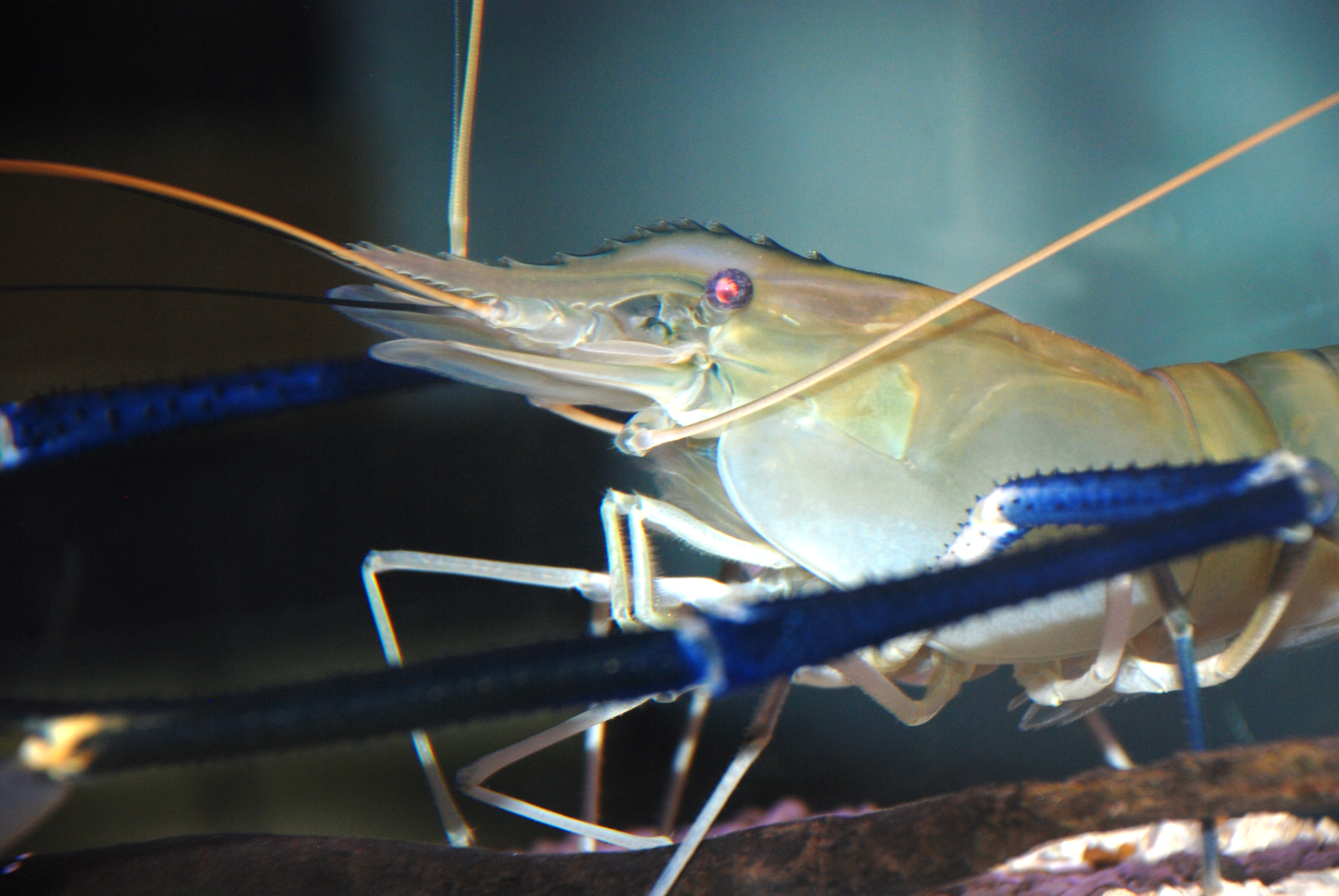
淡水長臂大蝦具有帶鋸齒的長吻突
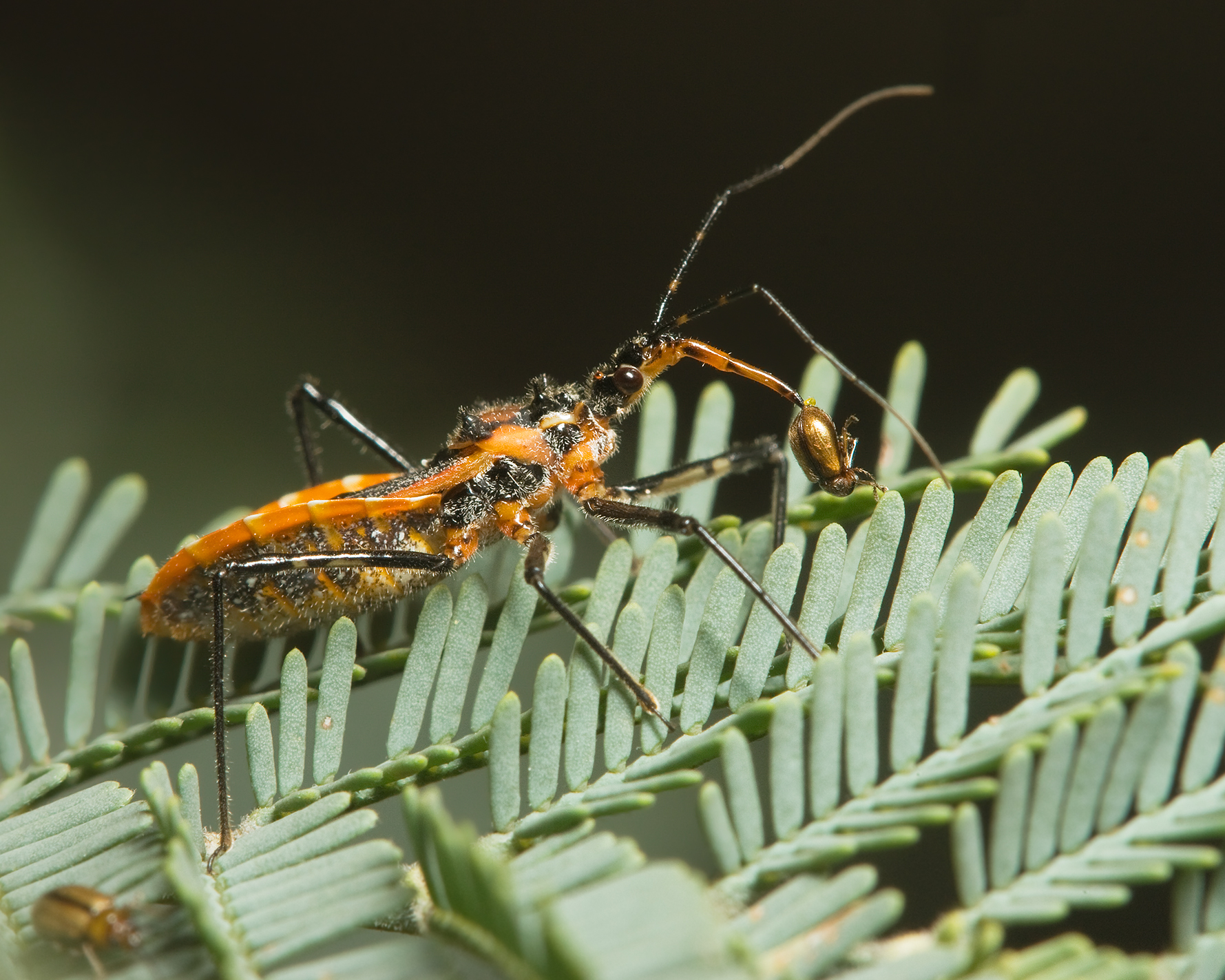
獵蝽利用吻突刺入獵物體內以吸允其體液
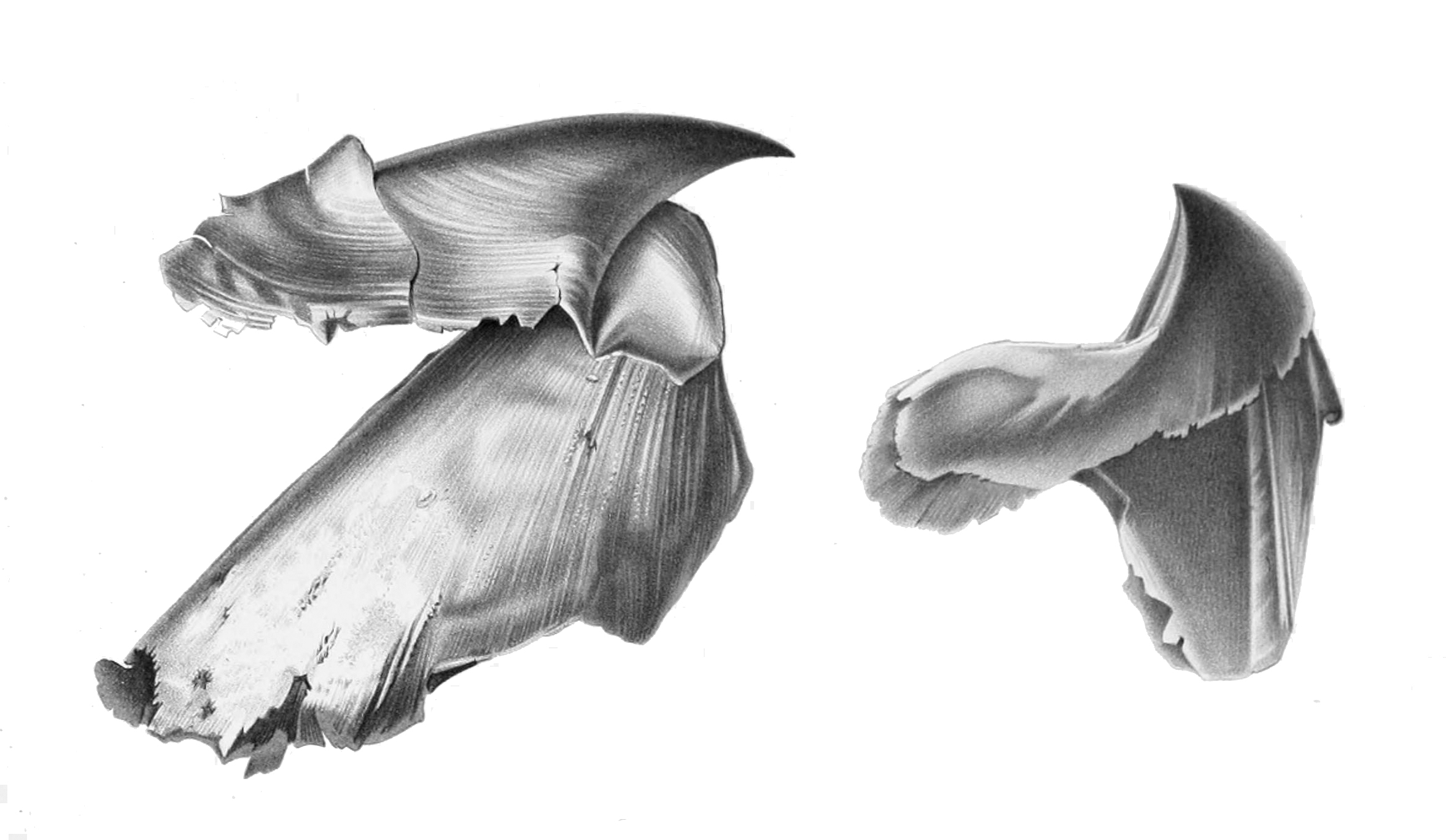
巨烏賊的嘴喙
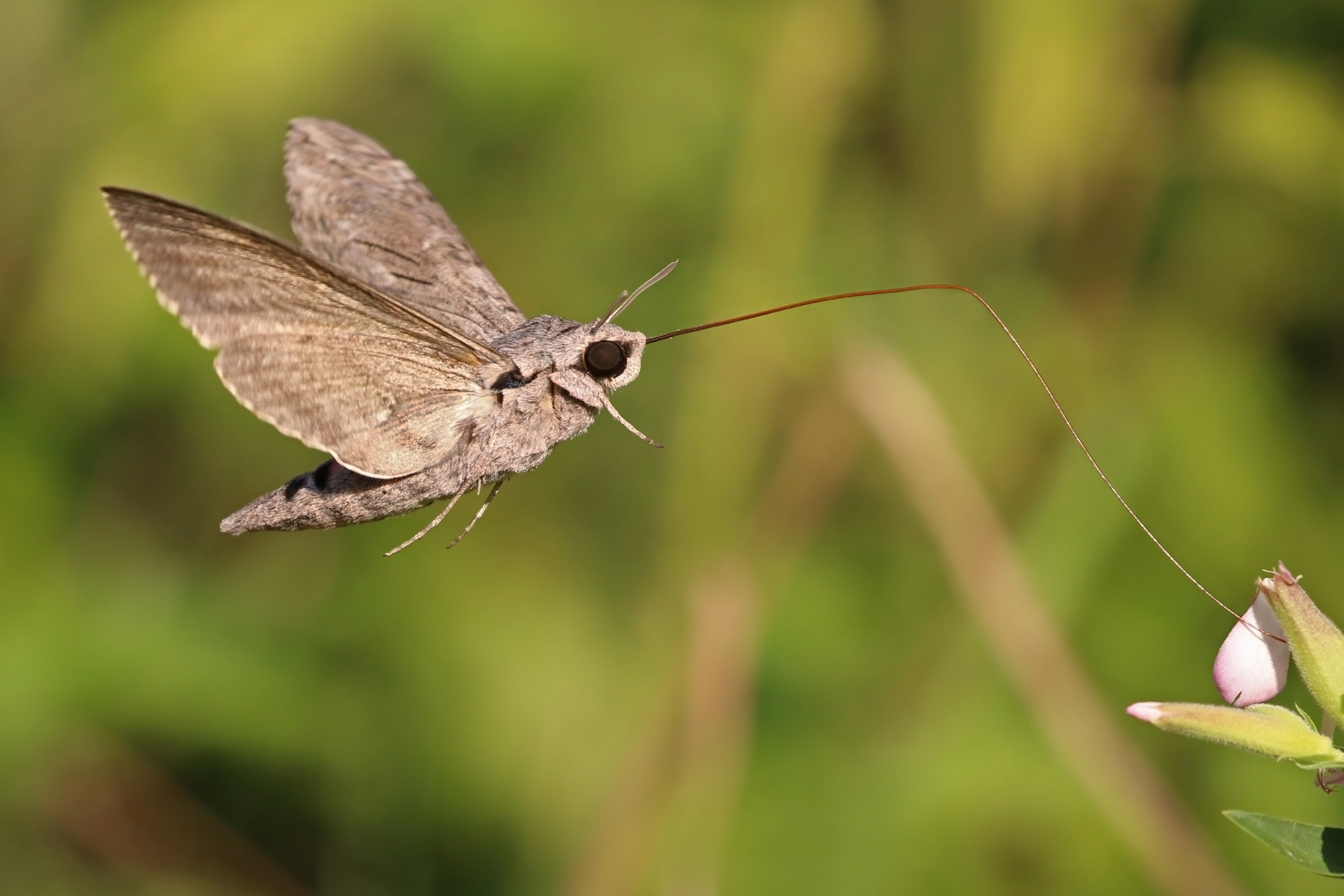
白薯天蛾的長吻突

## 脊椎動物

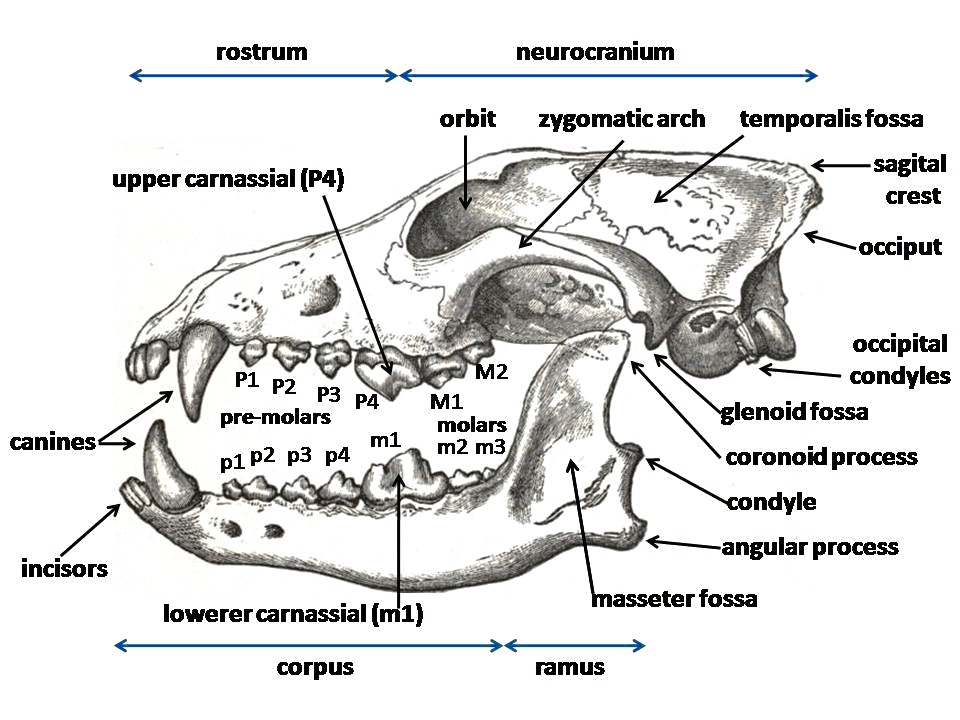
狼的頭顱骨，並針對各部位進行標記介紹

哺乳動物的吻突指的是顱骨位於顴弓之前的部分，包括牙齒、顎以及鼻腔。
脊椎動物的嘴喙或是口鼻部也可稱為是吻突。
- 部分鯨豚如齒鯨中的海豚[7]以及喙鯨，具有由頷骨延伸而成的吻突。一角鯨具有極長的吻突（角），由突出的犬齒延伸而成。
- 部分魚類其吻突由延長的上頜骨組成。長嘴魚（例如：旗魚科、劍旗魚科及平鰭旗魚）利用牠們的長吻突劈砍並擊暈獵物。匙吻鱘科、歐氏尖吻鮫、雙髻鯊透過佈滿電感受器（英语：electroreceptor）的吻突來感應與追蹤獵物發出的微弱電場。鋸鯊與鋸鰩其鋸齒狀的長吻突同時具有感受電場以及攻擊獵物的能力[8]。

部分魚類的上頜骨演化成為吻突
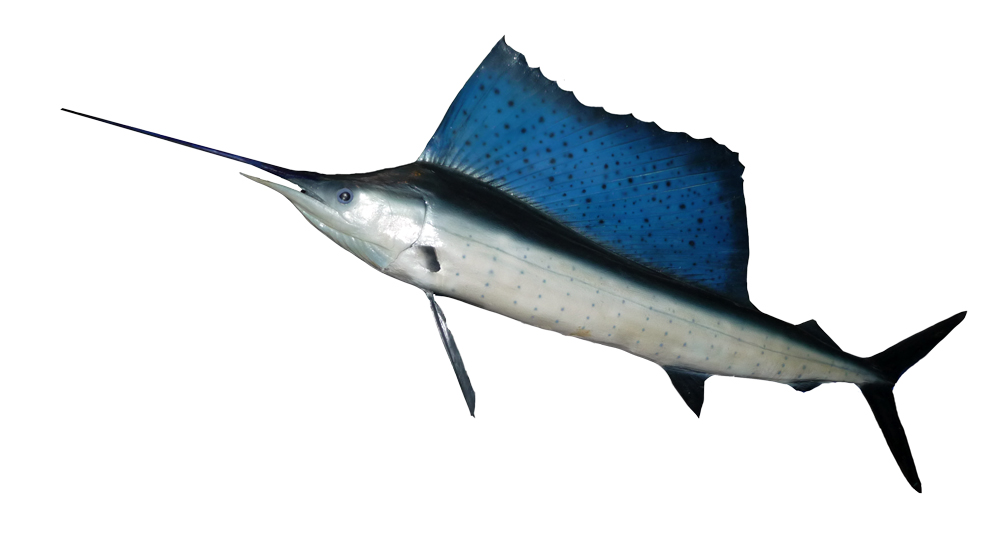
平鰭旗魚和其他長嘴魚一樣具有由上頜骨延伸而成的吻突
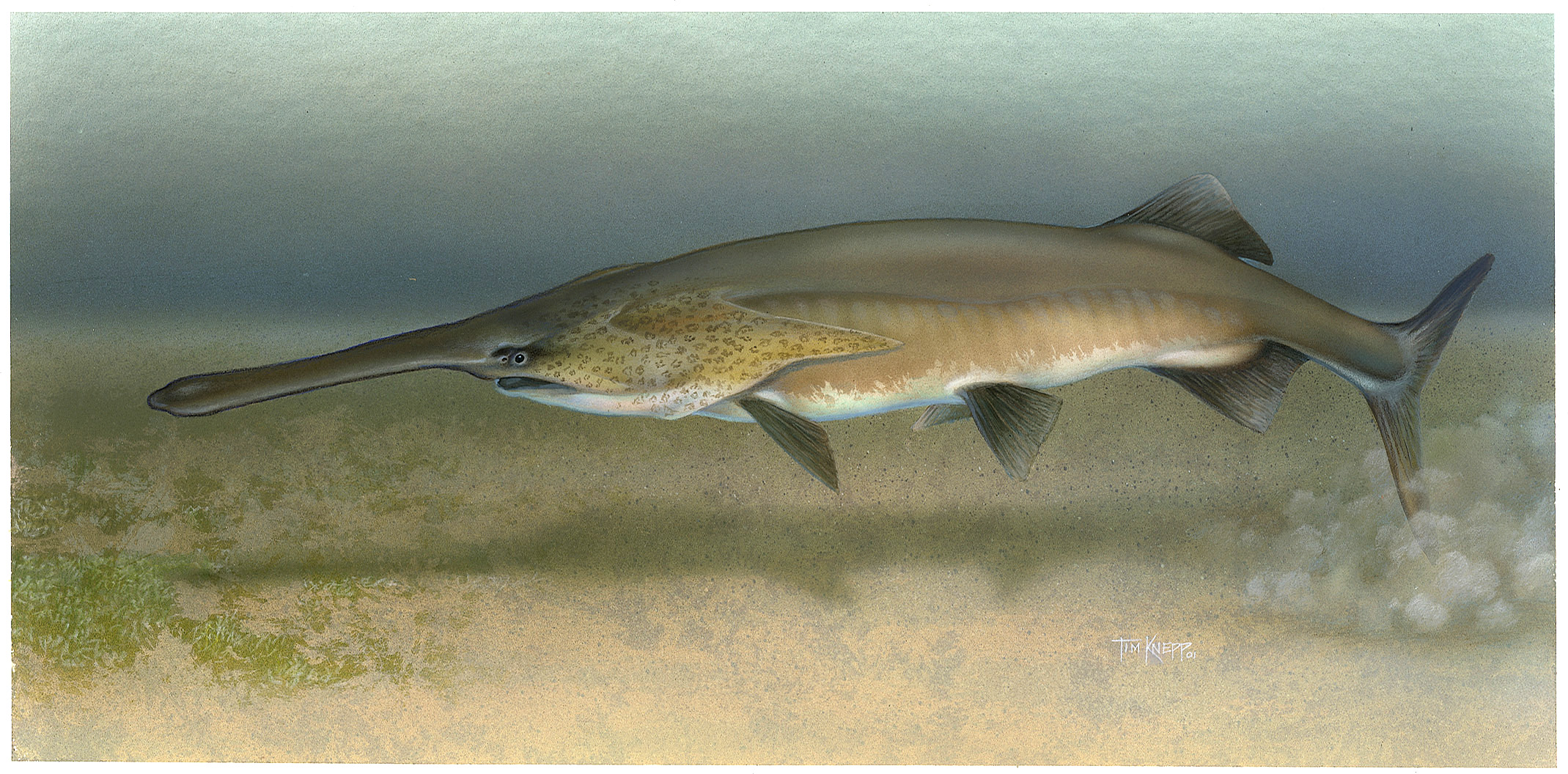
匙吻鱘具有佈滿電感受器（英语：electroreceptor）的吻突
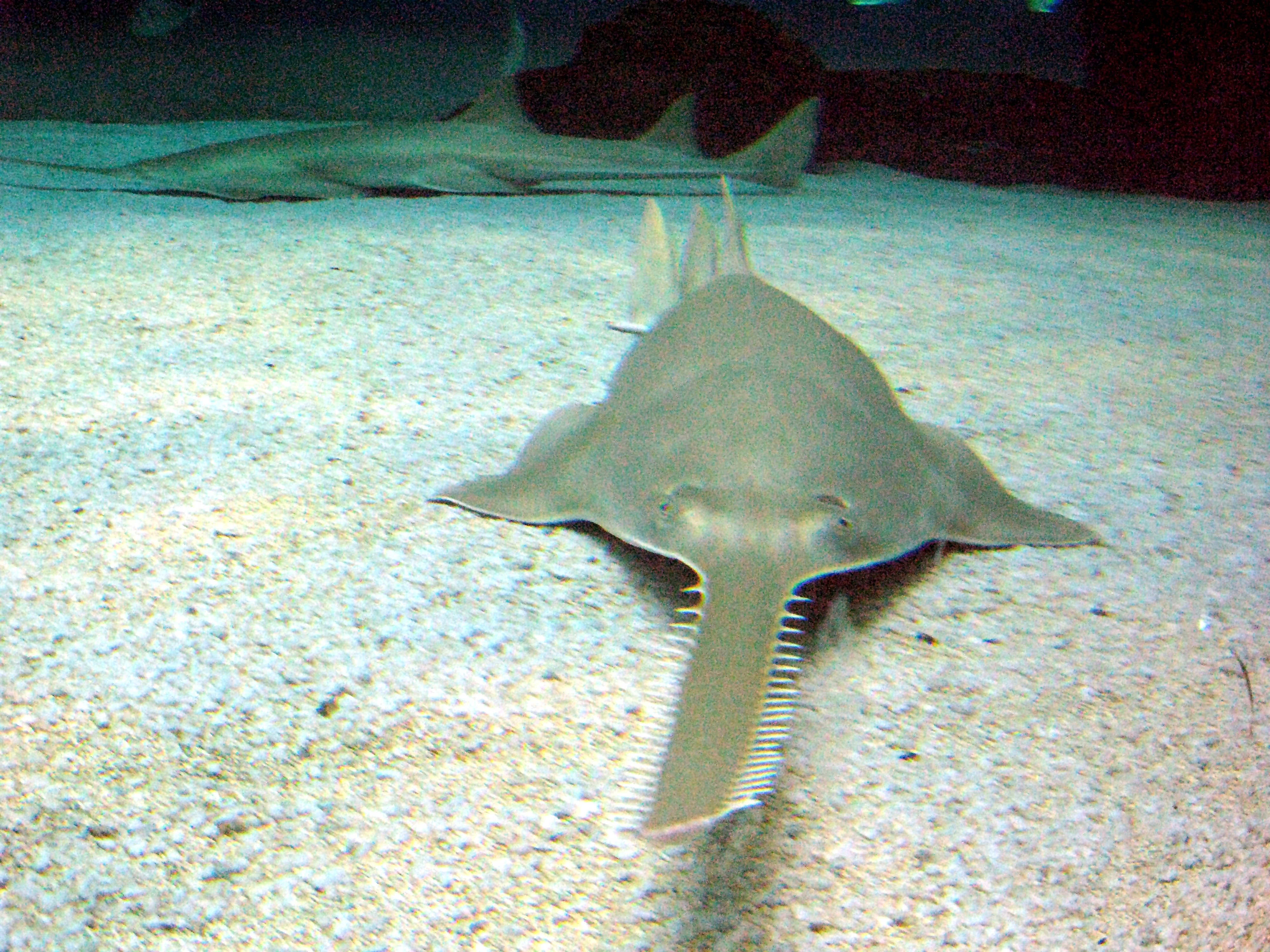
鋸鰩其鋸齒狀的長吻突同時具有感受電場以及攻擊獵物的能力